# Thomas Hood
Pour les articles homonymes, voir Hood.
Thomas Hood, (Cité de Londres, 23 mai 1799 - St. John's Wood, Londres, 3 mai 1845) est un poète anglais.

## Biographie
Il naît à Londres, dans la Cité de Londresfils d'un éditeur d'origine écossaise, étudie la gravure, dirige en second le London Magazine. Écrit des recueils de poèmes qui ont un grand succès. En raison d'une situation financière précaire et de nombreux ennuis de santé, il meurt le 3 mai 1845. Thomas Hood était surtout apprécié pour ses vers comiques et satiriques, faits de jeux de mots et de quiproquos. Cependant les vers émus et profonds qu'il écrivit avant de mourir restent aujourd'hui parmi ses chefs-d'œuvre : "The Song of the Shirt" (1843), "The Bridge of Sighs" (1844). C'est de ce dernier poème qu'est sortie la fameuse formule "Any where out of the world" (avec cette graphie), citée par Poe dans The Poetic Principle et reprise en titre d'un des poèmes en prose de Baudelaire, qui a traduit "The Bridge of Sighs" en avril 1865.
Il mourut dans le quartier de St. John's Wood à Londres en 1845.

## Œuvres
- des recueils de poèmes 
  - Odes and Addresses to Great People (1825)
  - Whims and Oddities (1826-1827)

- des contes
  - National Tales (1827)

- un roman
  - Tylney Hall (1834)

## Œuvres dérivées

### Adaptations cinématographiques
- 1908 : La Chanson de la chemise (The Song of the Shirt) réalisé par David W. Griffith